# Crazy (canção de Willie Nelson)
"Crazy" é uma balada composta pelo cantor americano Willie Nelson. A canção foi regravada por diversos artistas, como Patsy Cline, cuja versão chegou ao segundo lugar nas paradas de música country em 1962, por Julio Iglesias, em 1994, e por Kenny Rogers.
Nelson compos a canção no início de 1961, quando ainda era um cantautor viajante, e assinava diversos sucessos de outros artistas, porém ainda não tinha feito uma gravação própria importante. Patsy Cline já era uma estrela da country music, que colecionava uma fileira de sucessos. Nelson escreveu a canção originalmente para o cantor Billy Walker, que a recusou; Cline a aceitou, como uma seqüência ao seu sucesso anterior, "I Fall to Pieces". A canção foi lançada no fim do ano, e imediatamente tornou-se outro imenso sucesso para a cantora, tornando-se eventualmente uma de suas marcas registradas; a versão de Cline da música foi listada em número 85 na lista das 500 melhores canções de todos os tempos da revista Rolling Stone.